# Ayaka Yamashita
Ayaka Yamashita (山下 杏也加?, Yamashita Ayaka; Adachi, 29 settembre 1995) è una calciatrice giapponese, portiere del Manchester City e della nazionale giapponese.

## Statistiche

### Cronologia presenze e reti in nazionale
| Cronologia completa delle presenze e delle reti in nazionale ― Giappone | Cronologia completa delle presenze e delle reti in nazionale ― Giappone | Cronologia completa delle presenze e delle reti in nazionale ― Giappone | Cronologia completa delle presenze e delle reti in nazionale ― Giappone | Cronologia completa delle presenze e delle reti in nazionale ― Giappone | Cronologia completa delle presenze e delle reti in nazionale ― Giappone | Cronologia completa delle presenze e delle reti in nazionale ― Giappone | Cronologia completa delle presenze e delle reti in nazionale ― Giappone |
| Data                                                                    | Città                                                                   | In casa                                                                 | Risultato                                                               | Ospiti                                                                  | Competizione                                                            | Reti                                                                    | Note                                                                    |
| ----------------------------------------------------------------------- | ----------------------------------------------------------------------- | ----------------------------------------------------------------------- | ----------------------------------------------------------------------- | ----------------------------------------------------------------------- | ----------------------------------------------------------------------- | ----------------------------------------------------------------------- | ----------------------------------------------------------------------- |
| 4-8-2015                                                                | Wuhan                                                                   | Giappone                                                                | 1 – 2                                                                   | Corea del Sud                                                           | Coppa dell'Asia orientale                                               | -                                                                       |                                                                         |
| 8-8-2015                                                                | Wuhan                                                                   | Cina                                                                    | 0 – 2                                                                   | Giappone                                                                | Coppa dell'Asia orientale                                               | -                                                                       |                                                                         |
| 29-11-2015                                                              | Volendam                                                                | Paesi Bassi                                                             | 3 – 1                                                                   | Giappone                                                                | Amichevole                                                              | -                                                                       |                                                                         |
| 7-3-2016                                                                | Osaka                                                                   | Giappone                                                                | 6 – 1                                                                   | Vietnam                                                                 | Qual. Olimpiadi                                                         | -                                                                       |                                                                         |
| 2-6-2016                                                                | Commerce City                                                           | Stati Uniti                                                             | 3 – 3                                                                   | Giappone                                                                | Amichevole                                                              | -                                                                       |                                                                         |
| 21-7-2016                                                               | Kalmar                                                                  | Svezia                                                                  | 3 – 0                                                                   | Giappone                                                                | Amichevole                                                              | -                                                                       |                                                                         |
| 3-3-2017                                                                | Algarve                                                                 | Giappone                                                                | 2 – 0                                                                   | Islanda                                                                 | Algarve Cup 2017                                                        | -                                                                       |                                                                         |
| 8-3-2017                                                                | Algarve                                                                 | Giappone                                                                | 2 – 3                                                                   | Paesi Bassi                                                             | Algarve Cup 2017                                                        | -                                                                       |                                                                         |
| 9-6-2017                                                                | Breda                                                                   | Paesi Bassi                                                             | 0 – 1                                                                   | Giappone                                                                | Amichevole                                                              | -                                                                       |                                                                         |
| 27-7-2017                                                               | Seattle                                                                 | Giappone                                                                | 1 – 1                                                                   | Brasile                                                                 | Tournament of Nations 2017                                              | -                                                                       |                                                                         |
| 3-8-2017                                                                | Carson                                                                  | Stati Uniti                                                             | 3 – 0                                                                   | Giappone                                                                | Tournament of Nations 2017                                              | -                                                                       |                                                                         |
| 2-3-2018                                                                | Algarve                                                                 | Giappone                                                                | 2 – 1                                                                   | Islanda                                                                 | Algarve Cup 2018                                                        | -                                                                       |                                                                         |
| 7-3-2018                                                                | Algarve                                                                 | Giappone                                                                | 0 – 2                                                                   | Canada                                                                  | Algarve Cup 2018                                                        | -                                                                       |                                                                         |
| 1-4-2018                                                                | Nagasaki                                                                | Giappone                                                                | 7 – 1                                                                   | Ghana                                                                   | Amichevole                                                              | -                                                                       |                                                                         |
| 7-4-2018                                                                | Amman                                                                   | Giappone                                                                | 4 – 0                                                                   | Vietnam                                                                 | Coppa d'Asia 2018                                                       | -                                                                       |                                                                         |
| 10-4-2018                                                               | Amman                                                                   | Giappone                                                                | 0 – 0                                                                   | Corea del Sud                                                           | Coppa d'Asia 2018                                                       | -                                                                       |                                                                         |
| 13-4-2018                                                               | Amman                                                                   | Giappone                                                                | 1 – 1                                                                   | Australia                                                               | Coppa d'Asia 2018                                                       | -                                                                       |                                                                         |
| 20-4-2018                                                               | Amman                                                                   | Giappone                                                                | 1 – 0                                                                   | Australia                                                               | Coppa d'Asia 2018                                                       | -                                                                       |                                                                         |
| 10-6-2018                                                               | Wellington                                                              | Nuova Zelanda                                                           | 1 – 3                                                                   | Giappone                                                                | Amichevole                                                              | -                                                                       |                                                                         |
| 26-7-2018                                                               | Kansas City                                                             | Stati Uniti                                                             | 4 – 2                                                                   | Giappone                                                                | Tournament of Nations 2018                                              | -                                                                       |                                                                         |
| 21-8-2018                                                               | Palembang                                                               | Giappone                                                                | 7 – 0                                                                   | Vietnam                                                                 | Giochi asiatici                                                         | -                                                                       |                                                                         |
| 25-8-2018                                                               | Palembang                                                               | Giappone                                                                | 2 – 1                                                                   | Corea del Nord                                                          | Giochi asiatici                                                         | -                                                                       |                                                                         |
| 28-8-2018                                                               | Palembang                                                               | Giappone                                                                | 2 – 1                                                                   | Corea del Sud                                                           | Giochi asiatici                                                         | -                                                                       |                                                                         |
| 31-8-2018                                                               | Palembang                                                               | Giappone                                                                | 1 – 0                                                                   | Cina                                                                    | Giochi asiatici                                                         | -                                                                       |                                                                         |
| 11-11-2018                                                              | Tottori                                                                 | Giappone                                                                | 4 – 1                                                                   | Norvegia                                                                | Amichevole                                                              | -                                                                       |                                                                         |
| Totale                                                                  |                                                                         | Presenze                                                                | 25                                                                      |                                                                         | Reti                                                                    | 0                                                                       |                                                                         |

## Palmarès

### Club
- Campionato giapponese: 5

Nippon TV Beleza: 2015, 2016, 2017, 2018, 2019
- Coppa dell'Imperatrice: 2

Nippon TV Beleza: 2014, 2017
- Nadeshiko League Cup: 2

Nippon TV Beleza: 2016, 2018

### Nazionale
- Coppa d'Asia: 1

Giordania 2018
- Giochi asiatici: 1

2018
- SheBelieves Cup: 1

2025